# Los tres mosqueteros (juego)

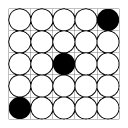
Diagrama de la posición inicial del juego. Los puntos negros representan a cada uno de los tres mosqueteros y los blancos, representan al enemigo.

Tres Mosqueteros es un juego abstracto para dos jugadores. Requiere un tablero de 5x5. Tres fichas de un color, que serán los mosqueteros, y 22 de otro color, que serán la Guardia del Cardenal.

## Movimientos
El jugador que tiene los Tres Mosqueteros mueve primero, y luego ambos jugadores se alternan. Por turno cada jugador mueve una de sus fichas, de este modo:
- Un Mosquetero se mueve horizontal o verticalmente, avanzando a una casilla vecina que esté ocupada por un Guardia del Cardenal. El enemigo así capturado se retira del tablero. Los Mosqueteros no pueden ir a casillas vacías.

- Un Guardia del Cardenal se mueve en horizontal o vertical, avanzando a una casilla vacía. No hace capturas de ninguna clase.

## Objetivo
Ambos jugadores tienen objetivos diferentes:
- La Guardia del Cardenal intenta obligar a los Tres Mosqueteros a alinearse en una misma hilera o columna. Si lo consigue, gana la partida.
- Los Tres Mosqueteros intentan quedar sin jugada posible. Si en su turno no tienen ningún movimiento, ganan la partida.

## Variante con puntuación
Si se van a jugar varias partidas, conviene que ambos jugadores se alternen en los roles de Mosqueteros y Guardia del Cardenal. Para que haya más emoción en el torneo, se puede usar este sistema de puntuación:
- Si gana La Guardia del Cardenal, se anota tantos puntos como fichas le queden al final de la partida.
- Si ganan los Mosqueteros, se anotan diez puntos.

Tras un número par de partidas, gana el torneo quien suma más puntos.

## Fuente
- Sackson, Sid.  A Gamut of Games. ISBN 0-486-27347-4

- Datos: Q1088769